# Urt
Urt è un comune francese di 2 248 abitanti situato nel dipartimento dei Pirenei Atlantici nella regione della Nuova Aquitania. Nel suo territorio il fiume Aran confluisce nell'Adour, di cui è tributario.

## Società

### Evoluzione demografica
Abitanti censiti